# Légpárnás kalapács

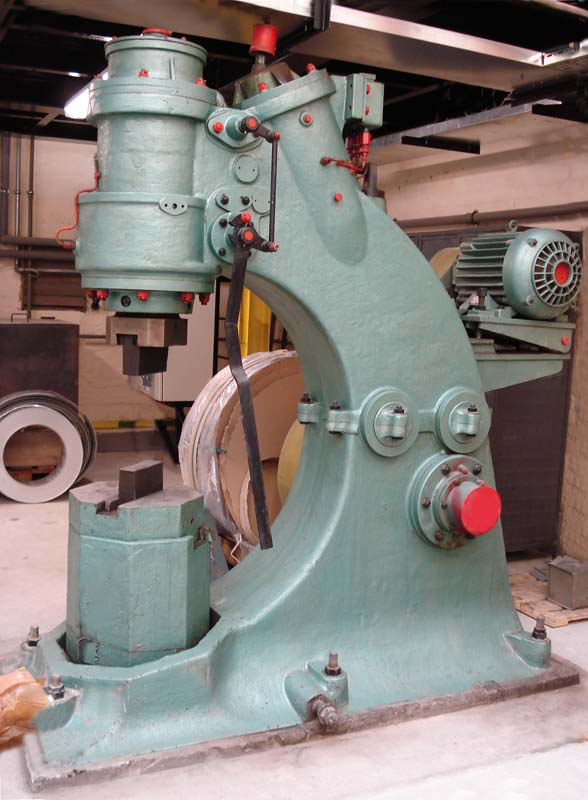
Ferdehengerű légpárnás kalapács

A légpárnás kalapácsok a mechanikus működtetésű, forgattyús hajtóművel hajtott gépi kalapácsok közé tartoznak. Fő felhasználási területük a szabadalakító kovácsolás. A hajtómű elhelyezése, illetve a légsűrítő henger elhelyezkedése alapján ferde és párhuzamos hengerű kivitelű légpárnás kalapácsokat különböztetnek meg.

## A kalapács fejlődéstörténete

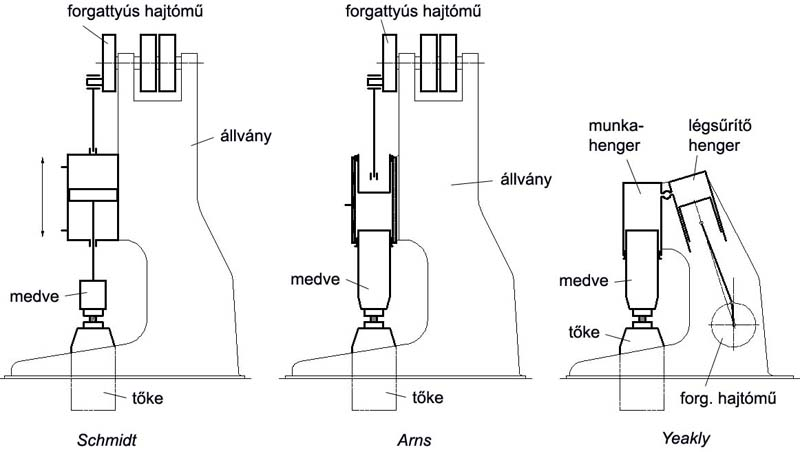
A Schmidt-, az Arns- és a Yeakly-féle légpárnás kalapácsok elvi megoldása

A légpárnás kalapácsokat a szabadalakító kalapácsoknál kényelmes működtetést biztosító forgattyús hajtómű alkalmazási igénye hívta életre. A hajtómű és a medve közötti közvetlen kapcsolat a rendszer túlhatározottsága miatt nem célszerű, ezért rugalmas elemet kell közbeiktatni. Így jöttek létre a rugós kalapácsok, ahol laprugó-köteg, valamint a légpárnás kalapácsok, amelyeknél légpárna biztosítja a rugalmas kapcsolatot. Az első kísérlet eredményeként született a Schmidt-féle légpárnás kalapács, amelynél a hajtóművet az állvány felső részére építették, ehhez kapcsolódott a pneumatikus henger. A hengerben dugattyú helyezkedett el, alul és felül légpárnával. A medvét a dugattyúrúdhoz kapcsolták. A berendezésnek komoly hátránya, hogy igen magas az állvány, instabil a szerkezet, valamint a hajtóműnek túl nagy, nehezen vezethető lengő tömeget kellett mozgatnia (léghenger, dugattyú, dugattyúrúd, medve). Az Arns-féle kalapács megépítésével az előbbi hátrányait igyekeztek kiküszöbölni. Ennél a konstrukciónál a léghengert fix helyzetben rögzítették, ebben mozgott a forgattyús hajtómű által hajtott légsűrítő dugattyú. A medvéhez kapcsolódott a munkadugattyú (gyakran egy egységként a medvével), és a szeleppel szabályozható légpárna a két dugattyú között helyezkedett el. A mozgatott tömeg valóban csökkent, hiszen a léghengert már nem kellett mozgatni, de a szerkezet magassága nem csökkent számottevő mértékben. Az optimális megoldást a Yeakly-féle kalapács megtervezésével igyekeztek elérni. A léghengert kettéválasztották, a felsőt mintegy 160°-kal elfordították – a két térrész közötti kapcsolat megtartásával –, a forgattyús hajtóművet pedig alulra építették be. Ebből a típusból fejlődtek ki a korszerű, kettős működésű légpárnás kalapácsok.

## A kettős működésű kalapácsok üzemtana

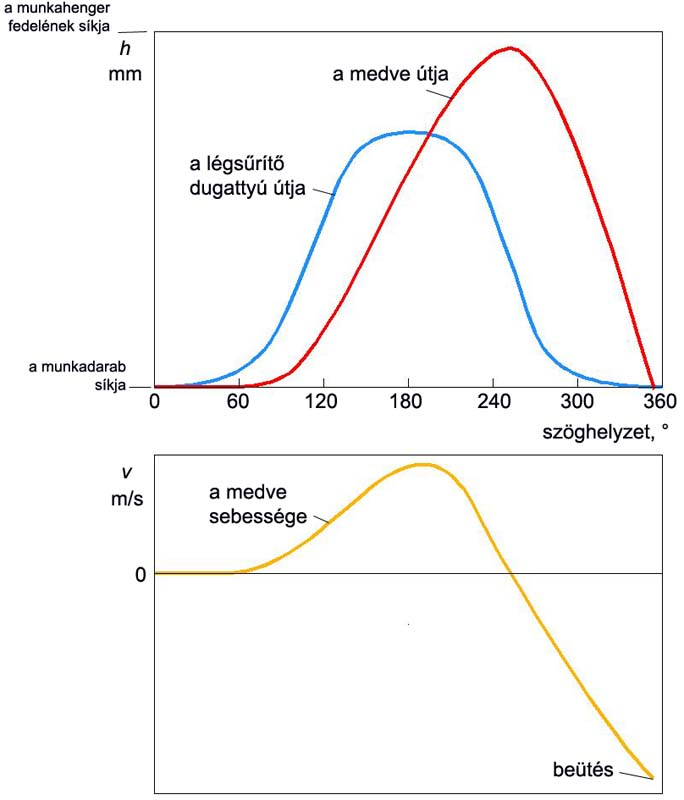
A légpárnás kalapács út- és sebességdiagramja

A kettős működés azt jelenti a légkalapácsok esetén, hogy légsűrítő és a munkahenger mindkét – alsó és felső – térfele összeköttetésben van, így a medve mozgatását nem csupán egyetlen légpárna biztosítja, hanem kettő. Külső megjelenése ettől függetlenül a klasszikus Yeakly-típussal majdnem azonos. A medvét kb. 20 kPa túlnyomású levegő emeli. A légpárnás kalapácsok jellemző adatainak legnagyobb értékei: a medve tömege 2000 kg, az ütésszám – típustól és korszerűségtől függően – 150–300 1/min, az ütési energia 50 kJ körül alakul.
A forgattyús hajtóművel közvetlen kapcsolatban lévő légsűrítő dugattyú szabályos lengőmozgást végez, míg a medve szabadlöketű, az erőátvitelt a légpárna biztosítja. A két elem egymáshoz viszonyított mozgása az út- és sebességdiagramon kísérhető figyelemmel. Látható, hogy a légsűrítő dugattyú indulását a medve dugattyúja bizonyos késéssel követi. Ennek az az oka, hogy a medve dugattyúja csak akkor tud mozdulni, amikor a légsűrítő az emeléshez szükséges mértékű nyomáskülönbséget tud előállítani. Az is megfigyelhető, hogy a légsűrítő dugattyú felső holtpontjának elérése után a munkadugattyú még továbblendül, így a tényleges lökethossz nagyobb lesz a forgattyú átmérőjétől. A munkadugattyú felső térrészében a levegő nyomása mintegy 30 kPa-ra nő, ami a lefelé induló medvének járulékos gyorsítást, kezdeti impulzust biztosít. A légpárnás kalapács ütésének sajátossága, hogy „tapadó” jellegű, mert a beütés után a medve – mint láttuk – csak bizonyos késéssel tudja elkezdeni az emelkedést.
A kalapács ütési energiája a
{\displaystyle W=m\cdot {\frac {v^{2}}{2}}}
összefüggés szerint számítható. A képletben m a medve tömege, v pedig a beütési sebessége. Utóbbi nagysága a lökethossztól (H) és a lefelé haladó medve gyorsulásától ale függ:
{\displaystyle v={\sqrt {2\cdot a_{le}\cdot H}}} .
A lefelé haladó medve gyorsulása a következő egyenlőségből fejezhető ki:
{\displaystyle m\cdot a_{le}+A_{a}\cdot p_{a,le}+0,1\cdot m\cdot g=A_{f}\cdot p_{f,le}+m\cdot g} ,
ahol A a dugattyúfelület, p a levegő nyomása, az indexben szereplő a az alsó, f a felső térrészt jelöli. A 0,1-es szorzótényezővel a 10%-osnak feltételezett súrlódó erőket vesszük figyelembe.

## Szerkezeti megoldások

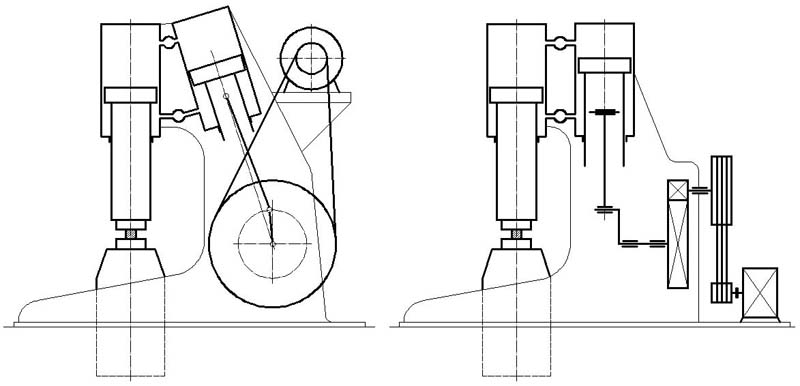
A ferde és a párhuzamos hengerű légpárnás kalapács elve

A kettős működésű légpárnás kalapácsok a forgattyús hajtómű elhelyezése szerint ferde vagy párhuzamos hengerű kivitelben készülhetnek. A légsűrítő henger ferde elrendezését a hajtóműnek a Yeakly-féle megoldás szerinti elhelyezése indokolja. Ha viszont végforgattyút alkalmaznak, akkor lehetőség van a hengerek párhuzamos elrendezésére. A végforgattyú alkalmazása azonban szilárdságtani szempontból kedvezőtlen, ezzel szemben a két oldalon csapágyazott forgattyús tengely jobban terhelhető. Ezért a ferde hengerű légkalapáccsal nagyobb alakító erőt lehet elérni. A nagyobb ütésszámú, ún. gyorsjáratú kalapácsok munkahengere jobban melegszik, ezért ezek köpenyét vízhűtéssel látják el.
A légpárnás kalapácsok öntött egyállványos kivitelben készülnek. A ferde hengerű kalapács állványát erősebbre készítik, mert nagyobb a kinyúlása, mint a párhuzamos hengerűé, ennél fogva nagyobb helyet biztosít a tőke körül a kovácsok számára. A tőke az állványtól külön van alapozva. A medve vezetése a hosszú kinyúlás miatt nem könnyű, hosszú vezetőpersellyel igyekeznek megoldani, sőt nem ritkán belső vezetőhüvelyt is alkalmaznak. Ilyenkor a dugattyú rúdja üreges, ebben csúszik a vezetőhüvely. Hogy a kör keresztmetszetű dugattyú ne tudjon elfordulni függőleges tengelye körül, a dugattyúrudat két oldalt „lelapolják”. A légpárnás kalapácsokra a szerszámot – a kalapács tengelyéhez viszonyítva – általában 45°-kal elfordítják, hogy hosszú darabok alakítása akadálymentes legyen.